# Große Feldküche (Hf. 13)
Die Große Feldküche (Hf. 13) war ein zwei-, drei- oder vierspännig gefahrenes Pferdefuhrwerk für die Verpflegung der Soldaten, welches 1908 erstmals in die Armee eingeführt wurde und bis zum Ende des Zweiten Weltkriegs zum Einsatz kam.

## Entwicklung
Die Grundlage für eine Entwicklung von fahrbaren Feldküchen war die Notwendigkeit, dass die wachsenden Zahl an Kombattanten direkt nach dem Eintreffen am Marschziel oder während eines Gefechtes mit qualitativ hochwertigem und warmem Essen versorgt werden mussten. Damit sollte die Leistungs- und auch Widerstandsfähigkeit der Soldaten erhöht werden. Schon während des Russisch-Japanischen Krieges im Jahre 1904 und 1905 hatten sich die ersten fahrbaren Feldküchen bewährt.
Im Oktober 1905 wurde durch das preußische Kriegsministerium ein Wettbewerb für leichte, einspännig fahrbare Feldküchen mit einem 150-Liter-Kochkessel ausgeschrieben. Insgesamt wurden 40 Vorschläge eingereicht, jedoch genügte keine den gewünschten Anforderungen. Am 1. August 1906 gab es eine neue Ausschreibung, allerdings mit geänderten Eckdaten. Diese brachte deutlich bessere Ergebnisse und die mehrspännig zu fahrenden Modelle der Firma Sparherdfabrik A. Senking aus Hildesheim und der Feuerwehr-Requisiten-Fabrik C. D. Magirus aus Ulm überzeugten. Von da an arbeiteten beide Firmen zusammen und konnten im Jahre 1907 einen ersten Prototyp vorstellen. Im folgenden Jahr 1908 wurden die ersten 50 Feldküchen für den Truppenversuch ausgeliefert. Während des Kaisermanövers 1908 im Elsass stellten sich zwei Brigaden der Aufgabe, die Feldküche zu erproben. Umfangreiche Fahr- und Kochversuche wurden durchgeführt und führten damit zu der ersten fahrbaren Feldküche in Deutschland. Mit der allgemeinen Kabinettsorder vom 5. Oktober 1908 wurde die neue Feldküche offiziell eingeführt.
Anfang der 1930er Jahre nahm man die vorher eingestellte Fertigung der großen Feldküche wieder auf. Allerdings wurde nun ein abgeändertes Modell genutzt, welches in enger Zusammenarbeit mit der Industrie und Heeresdienststellen verbessert wurde.

## Produktion
Die genutzten Materialien waren hauptsächlich Stahl, Eisen, Bronze, Nickel, Kupfer, Holz und wasserdichtes Segeltuch für die Plane. Der Preis für eine große Feldküche (Hf. 13) lag bei 2.850 Reichsmark.
| Firma                     | Ort        |
| ------------------------- | ---------- |
| Carl F. W. Borgward       | Bremen     |
| Sparherdfabrik A. Senking | Hildesheim |

## Technische Daten

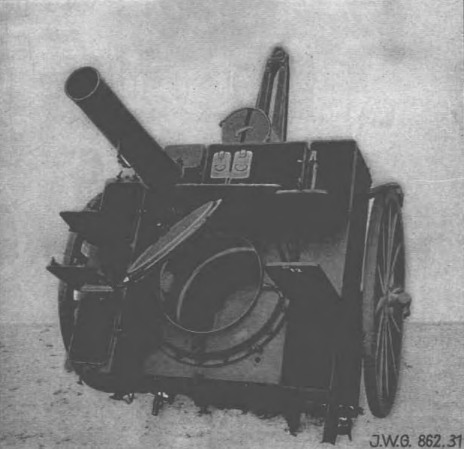
Die große Feldküche (Hf. 13) von oben, gut erkennbar der gleichlaufende Schornstein

Die große Feldküche (Hf. 13) entsprach im grundsätzlichen Aufbau der großen Feldküche (Hf. 11). Jedoch gab es hier einige Abänderungen. So wurde der Vorderwagen nicht mehr aus Holz, sondern aus Stahlblech gefertigt. Auch wurde ein größerer Fußbrettkasten und die Achse des leichten Feldwagen (Hf. 1) verwendet. Ab 1926 wurde eine geänderte Protzverbindung verbaut. Diese konnte nun bei Defekt mit denen der Maschinengewehrwagen (If.), der Nachrichtenfahrzeuge (Nf.) oder anderen Fahrzeugen getauscht werden. Auch hatten neu gefertigte Fahrzeuge die Deichsel des schweren Feldwagen (Hf. 2) und die verlängerten Ortscheite des leichten Feldwagen (Hf. 1). Damit wurde eine Vereinheitlichung der Materialien und Ausrüstung erreicht, was eine Wartung und Neubeschaffung vereinfachte.
Zur Ausrüstung der großen Feldküche (Hf. 13) gehörten nun auch sechs 12-Liter-Speisenträger. Vier davon wurden in der umklappbaren Schoßkelle an der Rückseite des Vorderwagenkastens mitgeführt. Ab 1930 gab es dafür dann ein Holzlager auf dem Kastendeckel des Vorderwagens. Der Speisenkessel konnte nun auch, neben Kupfer und Nickel, aus rostfreiem und emaillierten Stahlblech oder Aluminium bestehen. Der Schornstein wurde nun auch gleichlaufend zylindrisch gefertigt. Ab dem Jahr 1938 erhielten die großen Feldküchen eine Brat- und Schmoreinrichtung mit einem Fassungsvermögen von bis zu 70 Litern. Darin konnten Fleisch, Speck und andere Lebensmittel angebraten oder gekocht werden. Diese ermöglichte nun auch die Herstellung von Speisen während des Marsches. Hatte das Fleischbrett vorher noch gelenkartige Schienen, wurden diese in der neuen Version durch Ketten ersetzt. Die Bereifung bestand entweder aus Eisen oder Stahl.

## Einsatz
Die große Feldküche (Hf. 13) wurde unter anderem als Zweispänner in den Stabskompanien von Grenadierregimentern eingesetzt, gemäß dem Kriegsstärkenachweis (KStN) Nr. 130 vom 1. Februar 1942. Die Grenadierkompanien hatten je eine vierspännige große Feldküche (Hf. 13) sowie die Batterien mit leichten Feldhaubitzen gemäß dem KStN Nr. 433 vom 1. November 1941. Um die Feldküche im Winter nutzen zu können, wurde diese auf den Heeresschlitten 5 (Hs. 5) verlastet. Hatten motorisierte Truppen keinen Feldkochherd im Bestand, konnte auch die große Feldküche (Hf. 13) auf einen Lastkraftwagen verlastet werden, dabei fiel aber der Vorderwagen weg.
Auch im Gebirge oder bei Schnee konnte die große Feldküche transportiert werden. Dazu wurde diese und auf den Heeresschlitten (Hs. 5), welcher ab 1942 zur Verfügung stand, verlastet. Dabei mussten jedoch die Räder und die Achse entfernt werden. Eine weitere Alternative war die Nutzung von speziell angefertigten Schneekufen. Diese waren Holzkufen mit einem aufgesetzten Kasten zur Aufnahme des Holzspeichenrades. War das Rad in dem Holzkasten versenkt, wurde dieses mit Bolzen gehalten. Mit dieser Kufe wurde ein Bodendruck von 0,3 kg/cm² erreicht. Das Gesamtgewicht einer Kufe Betrug 18 kg.

Feldküche mit Schneekufen
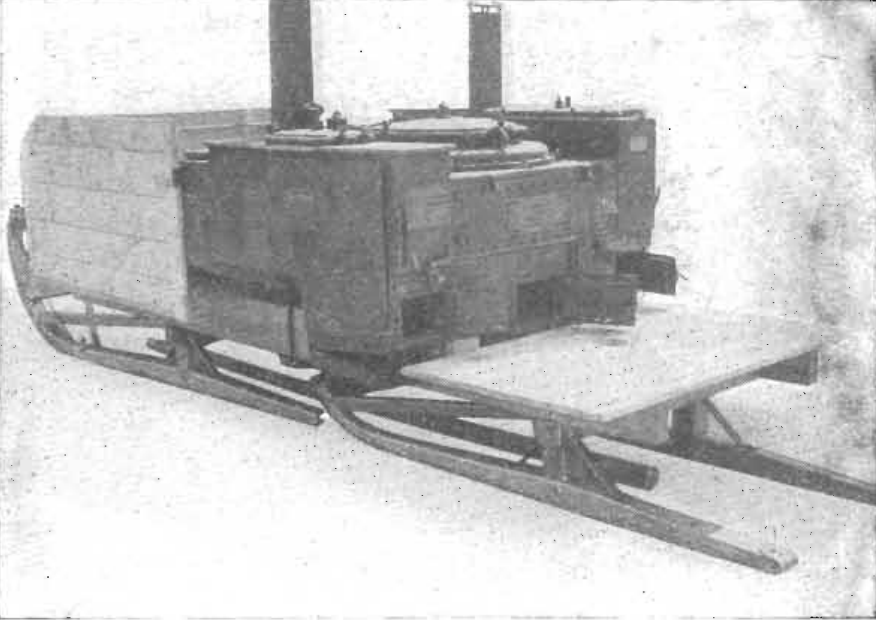
Die große Feldküche auf dem Hs. 5
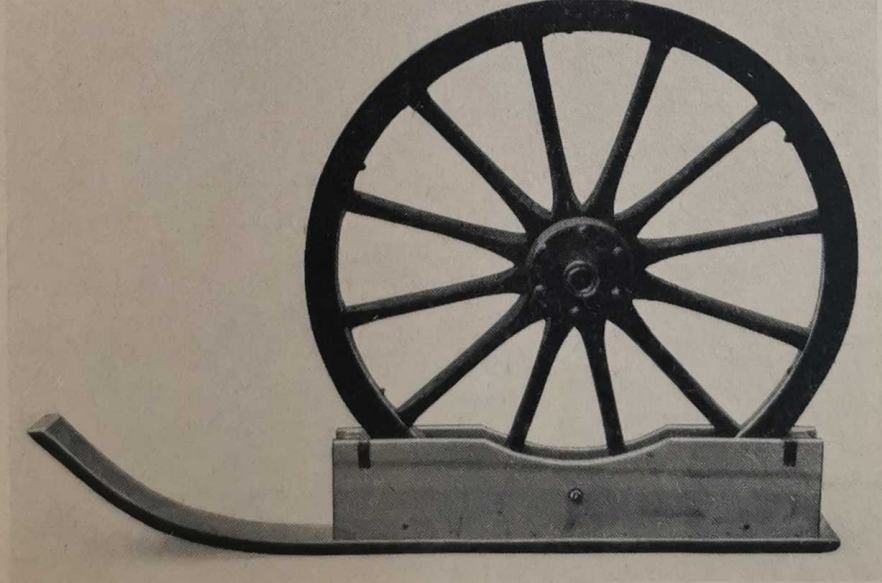
Rad der Feldküche in der Schneekufe

## Lackierung
Die Farbgebung der Feldküchen fiel unterschiedlich aus. Sie waren entweder feldgrau (RAL 6006), dunkelgelb (RAL 7028) oder auch olivgrün (RAL 6003) lackiert.

## Ausstellung
- Im mecklenburgischen Kutschenmuseum in Kobrow kann eine große Feldküche (Hf. 13) in einem sehr guten Zustand betrachtet werden.